# Meinel-Bräu
La Meinel-Bräu est une brasserie à Hof-sur-Saale, dans le Land de Bavière.

## Histoire
Les droits de brassage et de service de la famille Meinel à Hof sont documentés depuis 1731. La maison mère est le domaine Vorstadt 13, l'actuelle brasserie Meinels-Bas. Le nom vient de Kunigunda Barbara Meinel (1790–1863), populairement connue en raison de sa nature affable "Meinels Bas" (Bas pour Base = cousin), qui a servi sa bière dans l'auberge locale. En 1902, Georg Meinel construit sa propre brasserie avec des caves de fermentation et de stockage associées à l'emplacement actuel sur Alte Plauener Straße, ce qui correspond essentiellement à l'apparence actuelle de la brasserie. En 1914, des hangars supplémentaires sont construits dans la cour. L'emplacement au pied du rocher dans le parc public Theresienstein lui vaut le titre de "Brewery am Park". Parmi les brasseries autrefois nombreuses de Hof, la Meinel-Bräu est la dernière entre les mains de la famille. Les sœurs Gisela et Monika Meinel-Hansen sont la 13e génération.

## Production
| Bières - Classic Pils - Gold Lager - Dark Lager - Märzen - Doppel-Bock (saisonnière) - Weizen-Bock (saisonnière) - Absolvinator (Starkbier, saisonnière) - Maischätzla (saisonnière) - Perlenschatz (bio, saisonnière) | - Mephisto (Rauchbier) - Konrad und Mariechen (saisonnière) - Körnla (saisonnière) - Hof-Radler (panaché) - Hefe-Weizen - Blümla (saisonnière) - Hopfenzupfer (saisonnière) - HolladieBierfee (Projet conjoint de différentes brasseries) | Spiritueux - Meinels Bierbrand - Absolvengeist - Schlehengeist - Hof Kräuter - Hopfengeist |

De plus, des boissons gazeuses de marque Clarella sont proposées.
Seules des matières premières locales issues de cultures contrôlées sont utilisées pour les bières. En 1999, il obtient le sceau d'approbation Qualität aus Bayern de l'Association des brasseries de taille moyenne.
Meinel-Bräu possède sa propre distillerie pour la distillation des spiritueux. Il s'agit notamment d'eaux-de-vie de bière.
La brasserie est membre de Brauring, une coopérative de brasseries privées d'Allemagne, d'Autriche et de Suisse.